# Francisco de Frías y Jacott
Francisco de Frías y Jacott, IV conde de Pozos Dulces (La Habana, 24 de septiembre de 1809-París, 25 de octubre de 1877) fue un reformador agrario, periodista e importante científico cubano. Es considerado una figura relevante en la agricultura cubana. Dirigió el periódico El Siglo, que tuvo una gran importancia en la ciencia y la política cubana. También fue precursor de la independencia de Cuba. Por Real Carta de Sucesión en 1848, fue IV y último conde de Pozos Dulces, título concedido el 24 de junio de 1790 por Carlos IV a su abuelo, Melchor Jacot y Ortiz-Rojano, el primer regente de la Real Audiencia de Lima, ministro togado del Consejo de Indias y caballero de la Orden de Carlos III.

## Biografía

### Entorno familiar
Francisco de Frías y Jacott nació en La Habana el 24 de septiembre de 1809, y fue bautizado el 1 de octubre de 1809 en la catedral de La Habana. Descendiente, por el lado paterno, de colonos canarios, su padre fue Antonio de Frías y Gutiérrez de Padilla, natural de la isla de El Hierro, un comerciante dedicado al tráfico de esclavos. Su madre fue Bernarda Josefa Jacott y Martínez,  III condesa de Pozos Dulces, que heredó el título de su tía María Luisa López de Maturana y Eguilar, la II condesa viuda del I conde de Pozos Dulces, Melchor Jacot y Ortiz-Rojano.  Tuvo varios hermanos:
- María de los Dolores de Frías y Jacott, contrajo dos matrimonios, el primero con Narciso López y el segundo, después de enviudar, con José Antonio Saco.[8] No hubo descendencia de ninguno de sus matrimonios.
- Antonio de Frías y Jacott (1808-1844), falleció soltero.[3]
- José Jacinto de Frías y Jacott (1810-1868), se casó con Josefa Catalina de Castro-Palomino y Flores.  Sin sucesión.[3]

Francisco contrajo matrimonio el 22 de diciembre de 1837 con Isabel-Herbina Faurés y Pigeot (1815-1890), conocida como Evelina Faurés y Pigeot, hija de Francisco Faurés y Larrica, natural de Burdeos, y de María Micaela Pigeot y Cherry, de familia francesa asentada en la isla de Santo Domingo. No hubo sucesión.

### Primeros años y estudios académicos
Formaba parte de una familia de hacendados cafetaleros que solían experimentar empíricamente en la agricultura y en actividades pecuarias. Su hermano José Jacinto de Frías, en su «Ensayo sobre la cría de ganados en Cuba» (1844), lo incorporó en esa labor.
Cuando tenía diez años lo enviaron al Mount Saint-Mary-College, de Baltimore (Maryland, Estados Unidos), en el que fue uno de los alumnos más destacados. Tras volver a La Habana en 1829, decidió comenzar a ejercer labores agrícolas, ya que su padre, quien era hacendado, había muerto en ese año.  En 1832 realizó un viaje a la península, volviendo a su tierra al año siguiente. Vivió en Cuba hasta 1842, año en el que decide regresar a Europa. Así, se estableció en París y obtuvo la ciudadanía francesa. Durante dos etapas de su formación académica, estudió en esa ciudad enseñado por científicos muy importantes. En la primera de estas etapas, (1842 y 1844), estudió agricultura en el Conservatorio de Artes y Ciencias y el Jardín de Plantas, y geología y química en la Universidad de la Sorbona; en la segunda (1857-1860), de regreso al Conservatorio de Artes y Ciencias, estudió química aplicada a la industria, así como zoología para la agricultura y la industria.

### Carrera
En 1848 se organizó un certamen propuesto por el propio Frías en el Liceo Artístico y Literario de La Habana. En este certamen Frías mostró su obra Memoria sobre la industria pecuaria en la Isla de Cuba, que al año siguiente obtendría un premio en los Juegos Florales. La obra adquirió una notable importancia, siendo mostrada en los periódicos del Diario de la Marina, los Anales de la Junta de Fomento y la Sociedad Económica. Al año siguiente, ya ocupaba el oficio de Consiliario de la Junta de Fomento mientras trabajaba también, como inspector del Instituto de Investigaciones Químicas. 
Más tarde, entre los años 1856 y 1857 fue corresponsal en París de Correo de la Tarde (Sus crónicas se recogieron posteriormente el un volumen Colección de escritos sobre agricultura, industria, ciencias y otros ramos de interés para la isla).
Entre 1857 y 1858 creó un programa vinculado al desarrollo agropecuario, con el claro objetivo de desarrollar una identidad nacional agrotecnológica y agrocientífica, mantuviera el nivel socioeconómico en la población cubana, la cual era controlada por un pequeño grupo de grandes hacendados y comerciantes esclavistas. También defendió la abolición de la esclavitud por ser poco rentable, proponiendo la incorporación de nativo americanos de Estados Unidos en Cuba para trabajos agrícolas, la mejora de la cría caballar, etc.Su interés por la química lo llevó a convertirse entre 1859 y 1860, en uno de los primeros impulsores del Instituto de Investigaciones Químicas de La Habana. En 1861 propuso la creación del Instituto Agrónomo Cubano.
Además del Instituto Agrónomo Cubano, Frías impulsó la creación de estudios de ingeniería agronómica en Francia –donde se había formado– para tener a gente muy calificada en esa carrera. Por otro lado, intentó aumentar la cultura entre los agricultores y facilitarles una mejora en su trabajo laboral en la pequeña propiedad y la pequeña industria. Sin embargo esa actividad solo fue dirigida a los agricultores blancos. También perteneció, en 1866, a la Real Sociedad Económica de Amigos del País de La Habana, donde de hecho fue profesor de agricultura en la cátedra (creada un año antes), convirtiéndose así, entre los años 1867 y 1868, en presidente en la Sección de Agricultura y Estadística. Así, también alcanzó el título de Socio de Número en 1868 por la Real Academia de Ciencias Médicas, Físicas y Naturales de La Habana, convirtiéndose, además, en la primera persona que dio a conocer algunos elementos del evolucionismo, que comenzaba a desarrollarse en ese siglo, aunque, sin embargo, la rechazara.
Abandonó 1868 la dirección de El Siglo para participar en El Ateneo y Revista Crítica de ciencias, arte y literatura.

## Ideas políticas
En cuanto a sus ideas políticas, se destacó por sus críticas al sistema colonial que los españoles habían decidido imponer en la isla; por ello, fue partidario de la corriente anexionista a favor de la incorporación de Cuba a Estados Unidos como la única forma de liberarse del colonialismo español. Fue influido por el padre Félix Varela. Sus ideas tuvieron también una marcada influencia del general proanexionista Narciso López y de José Antonio Saco, sus cuñados, el primer y el segundo marido de su hermana María de los Dolores. Francisco Frías fue considerado el ideólogo del reformismo/anexionismo criollo y, cuando los reformistas peninsulares adquirieron el periódico Diario de la Marina, lo encabezaron con una de sus frases: «todo por la evolución, nada por la revolución».
Francisco Frías participó en la conspiración de Vuelta Abajo, ejercida el 15 de agosto de 1852, conspiración por la que entre el 23 de febrero de 1853 fue encarcelado en el castillo del Morro, durante un periodo de seis meses. y fue condenado a abandonar Cuba y emigrar a la península ibérica, aunque  el exilio duraría solo dos años en Osuna. El 10 de abril de 1853 viajó a Cádiz, donde arribó en mayo y permaneció en la península hasta el 22 de marzo de 1854, fecha en la que se publicó el llamado «decreto de amnistía», que permitía a todas las personas que hubieran participado en conspiraciones la libertad de elegir entre vivir en España o en otros lugares.

### Últimos años
En marzo de 1855,  Francisco de Frías regresó a Nueva Orleans y a Nueva York. En esta ciudad se alza con el puesto de vicepresidente de la Junta Revolucionaria Cubana de Nueva York, que mantenía la lucha por la anexión de Cuba por Estados Unidos. Fue el propio Frías quien, en secreto, llevaba la correspondencia de la Junta, dando instrucciones a sus adeptos. Así también, el 25 de diciembre de 1854, escribe un artículo sobre la independencia total de Cuba (rechazando la anexión) en el periódico La Verdad, pero con la firma de Gaspar Betancourt Cisneros, y el manifiesto del 25 de agosto de 1855. 
Después de la desaparición de la Junta Cubana Revolucionaria, debido a las diferentes ideologías y estrategias de sus miembros, vivió durante casi un año más en los Estados Unidos. En julio de 1856 viajó a Francia, donde se estableció definitivamente. Además, impulsó la creación al Partido Reformista en el periódico El Siglo (1863-1868). Entre esos años (1866) lo hicieron comisionado a la Junta de Información en Madrid.
Entre 1857 y 1860, ocupó el puesto de corresponsal en París de los periódicos cubanos El Correo de la Tarde y El Porvenir del Carmelo, sin mencionar a otros muchos periódicos sudamericanos y norteamericanos en los que también participó. Su trabajo en estos periódicos duró desde 1873 hasta su muerte, en 1877. Desde 1868 fue miembro de la Real Academia de Ciencias Médicas, Físicas y Naturales de La Habana y en esta institución se destacó como el primer cubano que analizó la teoría de la selección natural de Charles Darwin, aunque inicialmente no apoyó sus postulados, al parecer en la década de 1870 se acercó al darwinismo. A finales de 1869, coincidiendo con el inicio de la Guerra de los Diez Años, se estableció en Francia, y nunca más regresó a Cuba. Más tarde, el presidente del Perú le propuso dirigir la Escuela de Agricultura de Lima, pero entonces su salud era ya muy delicada por lo que no pudo ejecutar ese trabajo. Otorgó testamento el 24 de julio de 1877 en París donde falleció el 25 de octubre del mismo año y recibió sepultura en el cementerio de Montmartre.

## Legado
- Varias fuentes le atribuyen tres documentos anónimos publicados en París en 1858 y 1859, con pseudónimo, dos de ellos en francés.
- El 18 de abril de 1916 se construyó un monumento a Frías en el Vedado; y hoy una calle y un parque tienen su nombre en La Habana.
- En 1933 se fundó la Escuela Nacional Forestal Conde de Pozos Dulces también en La Habana.
- En 1937 la Secretaría de Educación de la Dirección de Cultura de Cuba reunió algunos de sus escritos en el volumen Reformismo agrario (La Habana 1937, 173 páginas).
- En la habanera Academia De la Salle se fundó, en 1955, la Academia de Ciencias Económicas y Sociales Conde de Pozos Dulces. Sin embargo, debido a que esta era una institución docente no estatal, cerró sus puertas en el año 1961, tras la Revolución, pero algunos de sus antiguos alumnos, la recrearon en Miami en 1996, vinculándola también a los Hermanos de las Escuelas Cristianas. Desde 1994 publican también unos «Cuadernos de Pozos Dulces».
- En la editorial de una «Biblioteca de Clásicos Cubanos» (La Habana, 1 de marzo de 1999), se decidió publicar un volumen que recogiera los escritos de Francisco Frías, en la subserie «Clásicos de los orígenes del Pensamiento Emancipador, hasta 1868» (divididos en dos tomos, a cargo de Rolando Misas),[4]